# Kyösti Kallio
Kyösti Kallio, nato Gustaf Kalliokangas (Ylivieska, 10 aprile 1873 – Helsinki, 19 dicembre 1940), è stato un politico finlandese. Fu più volte ministro, capo del governo e presidente della Repubblica finlandese.

## Biografia
Era il figlio di Mikko Kalliokangas, politico, e di Pieta Niilontytär Knuutila.
Deputato (1904-1917) e senatore (1917-1919) durante il dominio russo, aderì prima al Partito dei Giovani Finlandesi e poi alla Lega Agraria (ML), diventando il leader della sua ala più progressista. Anticomunista, costretto a nascondersi durante la guerra civile per sfuggire ai comunisti (1918), si oppose però a qualsiasi vendetta arbitraria e fu sempre fautore di un'opera di integrazione nazionale. 
Dopo l'indipendenza fu ancora deputato (1919-1937), ministro dell'Agricoltura (1917-1918 e 1919-1922) e delle Comunicazioni (1925) e quattro volte presidente del Consiglio di Stato (1922-1924, 1925-1926, 1929-1930 e 1936-1937). Nel 1923 sciolse d'autorità il Partito Comunista Finlandese (SKP) e ne perseguì i capi, contro la volontà del presidente della Repubblica Kaarlo Juho Ståhlberg, ma si definì il leader dell'ala "sociale" della Lega Agraria. Deciso a rafforzare l'indipendenza nazionale attraverso l'eguaglianza economica e sociale, promosse una riforma agraria e leggi a favore degli agricoltori, e potenziò le infrastrutture (strade, ferrovie, telecomunicazioni). Rifiutò, per le sue convinzioni democratiche, di divenire leader del Movimento Patriottico Popolare (IKL, di estrema destra): l'estrema destra gli divenne allora ostile e spinse il presidente Relander a destituirlo da premier (1930). 
Eletto presidente della Repubblica nel 1937, avviò finalmente la formazione di governi di coalizione tra agrari e socialdemocratici su modello svedese, e concesse la parità linguistica alla minoranza svedese. Nell'autunno 1939 rifiutò di concedere all'Unione Sovietica l'uso di alcune basi militari, ritenendo che ogni cedimento avrebbe indebolito lo spirito nazionale. Stalin rispose con la Guerra d'inverno (novembre 1939-marzo 1940): sconfitta dopo un'accanita resistenza, con la pace di Mosca (12 marzo 1940) la Finlandia dovette cedere all'Unione Sovietica alcune porzioni della Carelia e l'uso della base navale di Hanko. Deciso a far recuperare la Finlandia, ma troppo malato per restare al governo, Kallio diede le dimissioni (il Parlamento autorizzò i Grandi Elettori del 1937 a scegliere Risto Ryti per il resto del mandato) e morì mentre stava per lasciare Helsinki.